# FC Meilen
Der FC Meilen (FCM) ist ein Schweizer Fussballclub aus Meilen, der zurzeit (Juni 2022) in der 2. Liga spielt. Der Club verfügt heute über zwei aktive Mannschaften und eine eigene Juniorenabteilung. 
Der FC Meilen qualifizierte sich für das Hauptfeld des Schweizer Cups 2018/19. Vor über 850 Zuschauern fand am 18. August 2018 auf der Allmend das Spiel gegen den Servette FC statt.

## Geschichte
Von 1932 bis 1935 führten die Meilemer einen «wilden» FC Meilen. Ohne Spielplatz gab es nur beschränkte Trainingsmöglichkeiten, zu Spielen kam es fast gar nicht, da ungeregelte Clubs nicht gegen offizielle Vereine antreten durften. Im Jahr 1936 traten die Meilemer Spieler dem FC Küsnacht bei. Ab da spielten sie bis 1939 nicht mehr in ihrer Heimatgemeinde. Der Schweizer Fussballverein FC Meilen wurde dann am 24. August 1939 gegründet.